# 窄頭鈍孔鰕虎
钝孔鰕虎鱼（学名：Amblyotrypauchen arctocephalus）为辐鰭魚綱鰕虎鱼目鰕虎鱼科的一种鱼类，也是鈍孔鰕虎属的唯一物種。分布于印度、菲律宾以及中国南海等海域，棲息深度37-92公尺。